# Soudan anglo-égyptien
1899–1956
Entités précédentes :
- Khédivat d'Égypte
- Soudan mahdiste

Entités suivantes :
- Soudan

Le Soudan anglo-égyptien (en arabe : السودان الإنجليزي المصري (as-Sūdān al-Inglīzī al-Maṣrī)) est l'ancienne colonie des actuels Soudan et Soudan du Sud, administré conjointement sous la forme d'un condominium par l'Égypte et le Royaume-Uni de 1899 à 1956.

## Union avec l'Égypte

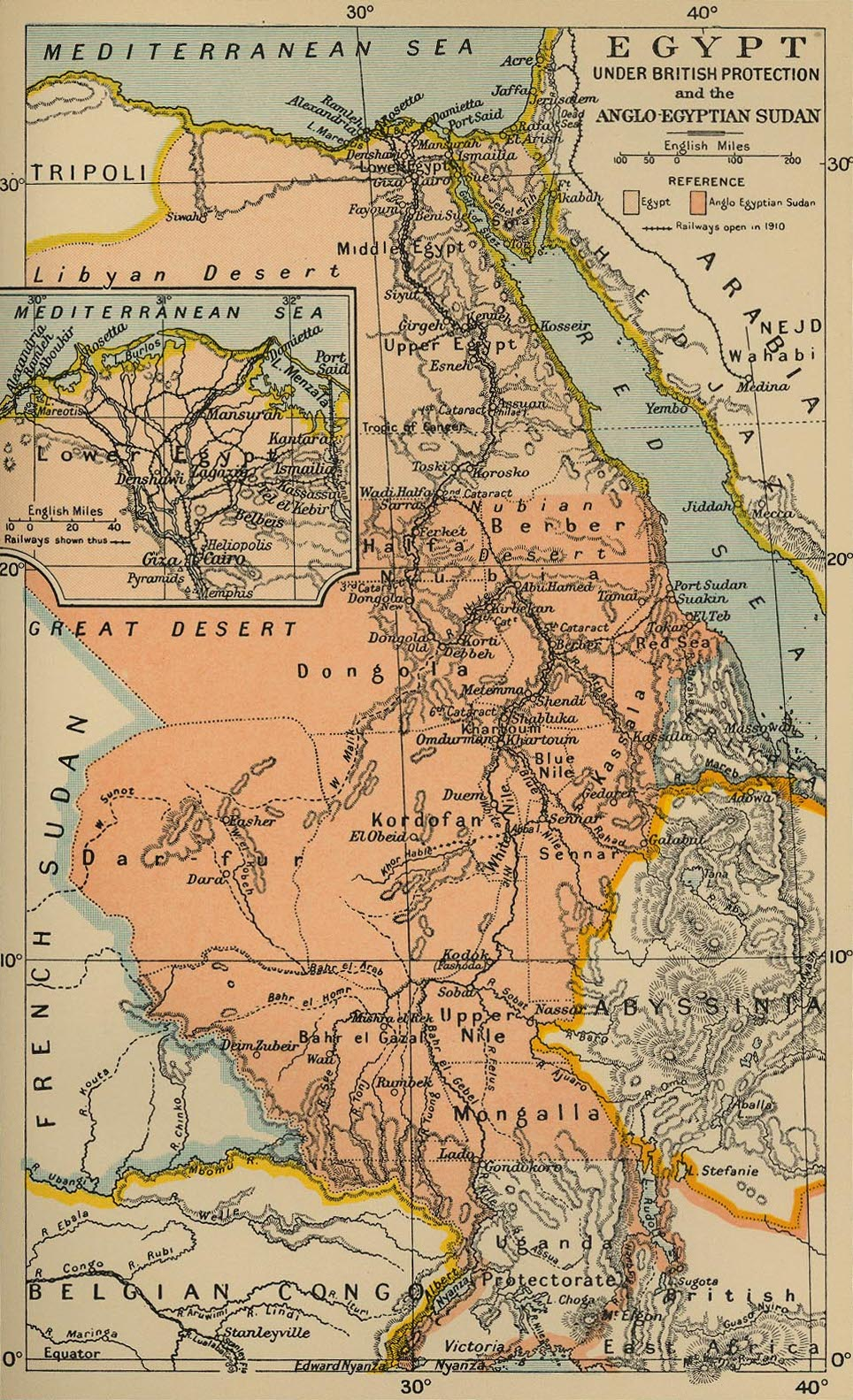
Carte du Soudan anglo-égyptien.

En 1820, le nord du Soudan fut envahi et conquis par Méhémet Ali, le wali d'Égypte. La région avait depuis longtemps des liens linguistiques, culturels, religieux et économiques avec l'Égypte et avait partiellement été sous la même autorité administrative à différentes périodes depuis l'époque des pharaons. Méhémet Ali menait une politique agressive d'extension de son autorité avec pour objectif la possibilité de supplanter l'Empire ottoman (dont il était le vassal) et voyait le Soudan comme une extension naturelle du territoire égyptien. Pendant son règne et celui de ses successeurs, l'Égypte et le Soudan sont parvenus à être administrés par une entité politique unique, tous les membres dirigeants de la dynastie de Méhémet Ali cherchant à préserver et prolonger « l'unité de la vallée du Nil ». Cette politique a été étendue et intensifiée plus particulièrement par le petit-fils de Méhémet Ali, Ismaïl Pacha, sous le règne duquel la majeure partie restante du Soudan moderne a été conquise.

### Engagement britannique
Avec l'ouverture du canal de Suez en 1869, l'importance économique et stratégique de l'Égypte et du Soudan ont considérablement augmenté, attisant les appétits coloniaux des grandes puissances, au premier rang desquelles le Royaume-Uni. Dix ans plus tard en 1879, la dette étrangère colossale du gouvernement d'Ismaïl Pacha servit de prétexte aux grandes puissances pour le forcer à abdiquer et se faire remplacer par son fils Tawfiq.
La façon dont fut orchestrée par les puissances étrangères l'accession au trône de Tawfik a énormément irrité les milieux nationalistes égyptiens et soudanais, qui étaient ulcérés par l'influence toujours croissante des gouvernements européens et des marchands dans les affaires du pays. La situation a été envenimée par la corruption supposée de Tawfiq ainsi que sa mauvaise gestion et culmina en fin de compte avec la révolte d'Urabi. Son maintien sur le trône étant menacé, Tawfiq fait alors appel à l'aide britannique. En 1882, à la demande de Tawfiq, Alexandrie, principal port de l'Égypte et du Soudan, fut bombardée par les Britanniques qui envahirent par la suite le pays. Les forces britanniques renversèrent le gouvernement Urabi au Caire et procédèrent à l'occupation du reste de l'Égypte et du Soudan en 1882. Si officiellement l'autorité de Tawfiq fut rétablie, en réalité les Anglais prirent en grande partie le contrôle de l'Égypte et du Soudan.

### Révolte des Mahdistes
Tawfiq fut profondément détesté en Égypte et au Soudan pour avoir accepté l'occupation britannique comme le prix à payer pour garantir la monarchie. Avec la majeure partie des forces britanniques stationnés dans le nord de l'Égypte, afin de protéger le Caire, Alexandrie et le Canal de Suez, l'opposition à Tawfiq et ses protecteurs européens fut neutralisée en Égypte. À l'inverse, la présence militaire britannique au Soudan fut relativement limitée et finalement la révolte éclata. La rébellion au Soudan, menée par le chef religieux soudanais Muhammad Ahmad ibn Abd Allah Al-Mahdi, Mahdi auto-proclamé, était à la fois politique et religieuse. Abd Allah a voulu non seulement expulser les Anglais, mais également renverser la monarchie, perçue comme laïque et tournée vers l'Occident, pour la remplacer par un gouvernement Islamique pur. Bien qu'étant principalement une personnalité soudanaise, Abd Allah s'attira tout de même le soutien de beaucoup de nationalistes égyptiens et captura Tawfiq ainsi que sa garde britannique. La révolte culmina avec la chute de Khartoum et la mort du général britannique Charles Gordon en 1885. Les forces de Tawfiq et celles du Royaume-Uni furent contraintes de se retirer de presque tout le Soudan tandis qu'Abd Allah établissait un État théocratique. Le gouvernement religieux d'Abd Allah imposa la Charia au Soudan et souligna le besoin de continuer la lutte armée jusqu'à ce que les Anglais aient été complètement expulsés du pays et que toute l'Égypte et le Soudan soient sous l'autorité du Mahdi. Bien qu'il soit mort six mois après la chute de Khartoum, l'appel d'Abd Allah fut entièrement répercuté par son successeur, Abdallahi ibn Muhammad qui envahit l'Éthiopie en 1887, pénétrant jusqu'à Gondar, ainsi que le reste du nord de Soudan et l'Égypte en 1889.
Cette invasion fut stoppée par les forces de Tawfiq, et fut suivie plus tard par l'évacuation de l'Éthiopie.

### Condominium anglo-égyptien (1899-1956)

Drapeau du gouverneur général

Drapeau du royaume d'Égypte et du Soudan (utilisé même après l'abolition de la monarchie à la suite de la révolution égyptienne

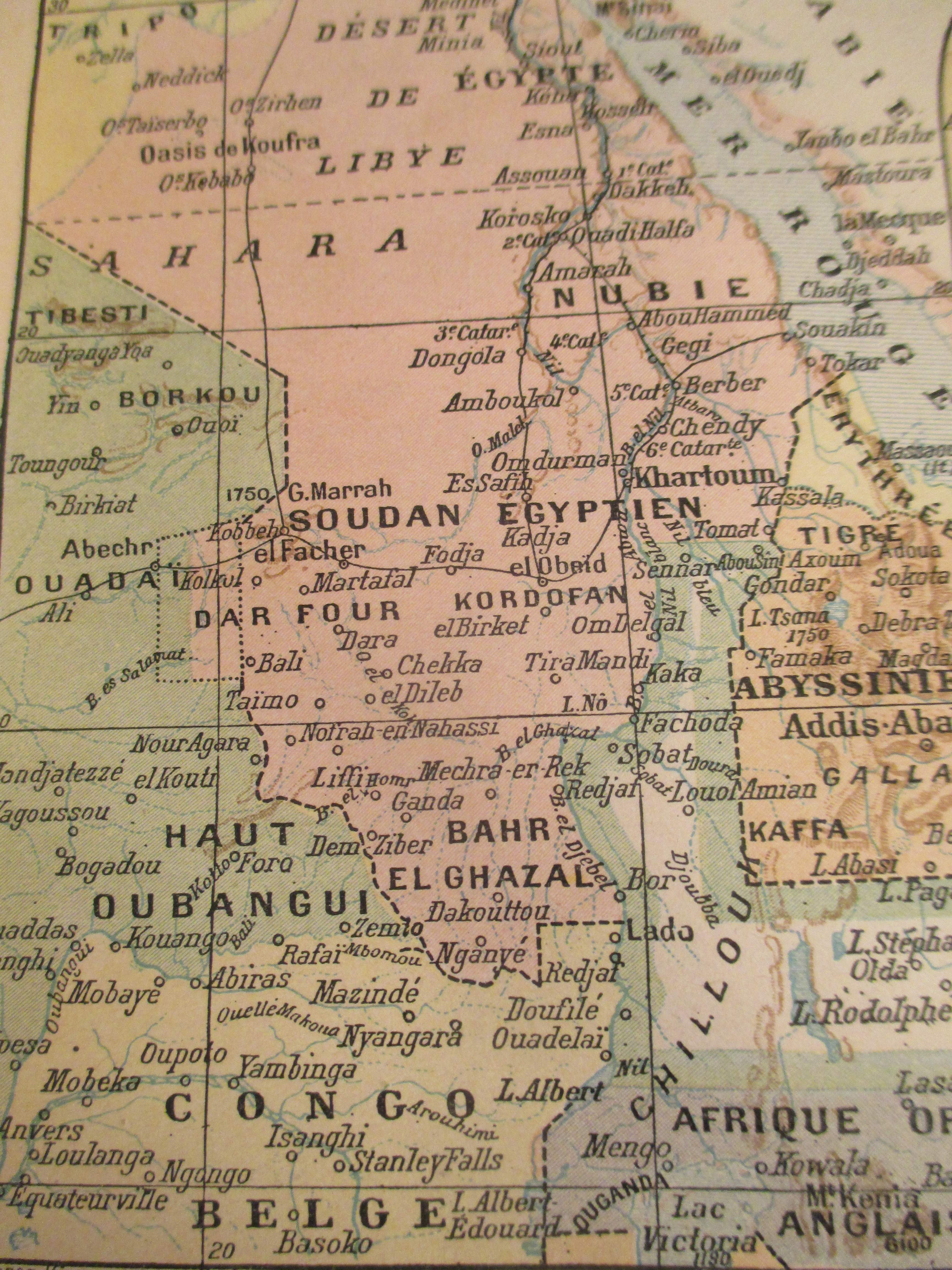
Carte de la région en 1900.

Après la série de défaites des Mahdistes, le fils et successeur de Tawfiq, Abbas II, et les Britanniques décidèrent de reprendre le contrôle du Soudan. À la tête des forces britanniques et égyptiennes, Lord Kitchener dirigea les opérations militaires entre 1896 et 1898. La campagne de Kitchener culmina à la bataille d'Omdurman. En utilisant le levier que leur donnait leur supériorité militaire, les Britanniques obligèrent Abbas à accepter le contrôle britannique sur le Soudan. Tandis que l'influence britannique en Égypte était officiellement « consultative » (bien qu'en réalité elle fut beaucoup plus directe), les Anglais ont insisté pour que leur rôle au Soudan soit formalisé. Ainsi, un accord fut obtenu en 1899 établissant le règlement anglo-égyptien, conformément auquel le Soudan devait être administré par un gouverneur-général nommé par l'Égypte avec le consentement britannique. En réalité, au grand dam des nationalistes égyptiens et soudanais, le Soudan fut effectivement administré comme une possession impériale britannique. 
Poursuivant la politique de diviser pour régner, les Anglais tenaient à renverser le processus, commencé sous Méhémet Ali, d'unification de la vallée du Nil sous la bannière égyptienne et ont cherché à contrecarrer tous les efforts menant à une éventuelle union entre les deux pays. Cette politique fut intériorisée au Soudan lui-même, avec la détermination britannique à renforcer les différences et les frictions entre les nombreux groupes ethniques différents du Soudan. Jusqu'en 1924, les Britanniques ont essentiellement divisé le Soudan en deux territoires séparés, le nord, principalement arabophone et musulman, et le sud, principalement animiste et chrétien, où l'utilisation de l'anglais fut encouragée. Mais au niveau infrastructures et investissements, le Sud-Soudan est largement délaissé, car les Britanniques préféraient développer le Kenya voisin, et le Tanganyka (future Tanzanie), ex-colonie allemande, sous mandat Britannique depuis 1921. De plus, le Sud-Soudan était une région très vaste, très marécageuse, difficile d'accès, avec des ethnies très guerrières qui utilisaient la guerrilla, ce qui retardait toute implantation, mais la région était très stratégique géopolitiquement, car traversée par le Nil. Le statut de condominium arrangeait les Britanniques, tout en laissant cette vaste région en marge des investissements et développements des autres colonies de l'empire britannique dans la région, car les Égyptiens devaient théoriquement gérer aussi le Sud-Soudan. Les Britanniques étaient plus présents au nord du Soudan, surtout vers Khartoum. Aussi, les Britanniques redoutaient que les Français prennent le territoire depuis l'incident de Fachoda.          
L'occupation britannique continue du Soudan a alimenté une agitation nationaliste de plus en plus forte en Égypte, avec des dirigeants nationalistes égyptiens déterminés à forcer la Grande-Bretagne à reconnaître uniquement une union indépendante de l'Égypte et du Soudan. Avec la fin formelle de l'autorité ottomane en 1914, Hussein Kamal fut proclamé sultan d'Égypte et du Soudan, comme le fut son frère Fouad Ier qui lui succéda. La demande d'un seul État égyptien-soudanais a persisté quand le Sultanat fut rebaptisé en royaume d'Égypte et du Soudan, mais les Britanniques continuèrent à contrecarrer ces efforts.
L'échec du gouvernement du Caire à mettre un terme à l'occupation britannique, conduisit à des mouvements indépendantistes au Soudan lui-même, le premier d'entre eux ayant été mené en 1924 par un groupe d'officiers soudanais connu sous le nom de la Ligue du Drapeau blanc.
Le groupe fut mené par les lieutenants de vaisseau Ali Abdullatif et Abdul Fadil Almaz. Le second mena une insurrection à l'académie de formation militaire, qui aboutit à leur défaite et à la mort d'Almaz après que l'armée britannique eût fait sauter l'hôpital militaire où il était de garnison. Cette défaite fut prétendue être due en partie au fait que la garnison égyptienne au nord de Khartoum n'avait pas appuyé l'insurrection avec de l'artillerie comme elle l'avait initialement promis.

### Abrogation du Condominium et la route vers l'indépendance
Même lorsque les Britanniques mirent un terme à leur occupation de l'Égypte en 1936 (à l'exception de la zone du canal de Suez), ils ont maintenu leurs forces au Soudan. Les gouvernements successifs du Caire, déclarant à plusieurs reprises la fin de l'accord de condominium, ont déclaré illégitime la présence britannique au Soudan et ont insisté pour la reconnaissance complète par les Britanniques du roi Farouk comme « le roi de l'Égypte et du Soudan », une reconnaissance que les Anglais répugnèrent à accorder. Ce fut la Révolution égyptienne du 23 juillet 1952 qui finalement précipita la fin de l'occupation britannique au Soudan. Ayant supprimé la monarchie en 1953, les nouveaux dirigeants de l'Égypte, Mohammed Naguib, qui fut élevé comme l'enfant d'un officier de l'armée égyptienne au Soudan, et Gamal Abdel Nasser, crurent que la seule façon d'en finir avec la domination britannique au Soudan était pour l'Égypte elle-même d'abandonner officiellement sa souveraineté sur le Soudan. Depuis que les Britanniques avaient proclamé que leur contrôle sur le Soudan dépendait, en théorie, de la souveraineté égyptienne, les révolutionnaires avaient calculé que cette tactique laisserait la Grande-Bretagne sans autre option que de se retirer. Leur calcul s'avéra être correct, et en 1954 les gouvernements égyptiens et britanniques signèrent un traité garantissant l'indépendance du Soudan. Le 1er janvier 1956, la date choisie par un accord entre les deux gouvernements, le Soudan devint un État souverain et indépendant, mettant ainsi fin au Condominium anglo-égyptien sur le Soudan.